# 森雪之丞
森 雪之丞（もり ゆきのじょう、本名：森 正和、1954年1月14日 - ）は、日本の詩人、作詞家、戯曲家、作曲家。所属事務所はアミューズ。血液型はA型。既婚。ペンネームとしてJoe Lemonを名乗っていた時代もある。弟はバンド「ピカソ」のメンバーで作・編曲家の森英治。

## 来歴
東京都出身。
東京都立大泉高等学校から上智大学文学部英文科に進むが、弾き語りの単独ライブや四人囃子にゲスト・ボーカルとして参加するなどライブハウスで活動、大学は中退する。その後シンガーソングライター、作詞家、作曲家として活動。
作詞家としてのデビューは『ドリフのバイのバイのバイ』。
1970年代から1980年代にかけてアニメソングやアイドルへ詞を提供、多数のヒットをとばす。作詞の仕事が多いが、一部では作曲も行っている。
1977年と1979年に『雪之丞見参』『1人称・単数・現在』2枚のソロアルバムをリリース。バックに四人囃子やゴダイゴ、ショーグンのメンバーが参加し、アン・ルイスや鈴木ヒロミツ（元・モップス）、デイブ平尾（元・ゴールデンカップス）とデュエットした作品も収録されている。
1979年、デビュー曲を作詞したレイジーのハードロック化を支援する「レイジー男だけのファンクラブ」に参加。この直前にはバンド初の本格ハードロックナンバー『フルカウント』を作詞作曲している。
1986年にはプログレッシブ・ダンス・バンド『Mighty Opera（マイティ・オペラ）』を結成、自らがフロントに立ちボーカルを務めた（メンバーには窪田晴男、五十嵐薫子（現・香瑠鼓）、村田陽一、ラッキィ池田など、個性の強いメンバーが集結していた）。
1989年のサディスティック・ミカ・バンド再結成時に高橋幸宏の勧めで詞を書いたことがきっかけとなり、ロック系アーティストと仕事をするようになる。
1989年から1990年にかけては「いかすバンド天国」の審査員も務め、独特のモヒカン・ヘアから「ウルトラ万之丞」のニックネームを付けられた。
1991年より布袋寅泰の盟友と言っても過言ではないほど、数多くの作詞を手掛けている。
1999年からは、氷室京介の作品を数多く作詞。
また、1994年から詩の朗読会『眠れぬ森の雪之丞』を始めたり、鴻上尚史作・演出のミュージカル『天使は瞳を閉じて』で音楽プロデューサーを担当、ロック・ミュージカル『We Will ROCK YOU』日本公演の字幕監修、ブロードウェイ・ミュージカル『ペテン師と詐欺師 (DIRTY ROTTEN SCOUNDRELS)』『Kinky Boots』『CHICAGO』の日本語訳詞など、多方面で活躍する。
アクト・アゲインスト・エイズでは自らがポエトリーリーディング（詩の朗読）を披露。2003年、2005年には岸谷五朗とともにポエトリーリーディングとフィジカルパフォーマンスで構成された『POEMIX(ポエミクス)』を上演。
2006年、活動31周年には、自身の作詞作品のトリビュート・アルバム「Words of 雪之丞」をリリース。ポルノグラフィティ、斉藤和義、CHEMISTRY、柴咲コウ、BONNIE PINK、大黒摩季、高橋幸宏、つじあやの、Ryoji（ケツメイシ）、などが参加。プロデュースは東京スカパラダイスオーケストラの谷中敦。
短期間ではあるが過去に俳優活動もしており、漫画『湾岸ミッドナイト』の実写映画版（主演：大鶴義丹）に黒岩達也（ブラックバード）役で出演していた。
訳詞を手がけたこともあった。「イエロー・サブマリン音頭」は、当初森が訳詞を担当することになっており、リハーサルテープ収録時は森の訳詞が使われたが、正式録音では松本隆の訳詞が使われた。サビの終わりにある「潜水艦」は森の訳詞が引用されており、森が訳詞を担当していた名残となっている。
2008年、舞台『五右衛門ロック』、2009年『蛮幽鬼』、2010年『薔薇とサムライ～GoemonRock OverDrive』と、立て続けに劇団☆新感線の舞台の作詞を手がけた。
2012年、執筆に3年を費やした処女戯曲作、雪之丞一座〜参上公演『サイケデリック・ペイン』(音楽:布袋寅泰　演出:いのうえひでのり）を発表した。
2016年、作詞家40周年を記念し、それまで作詞した2400曲の中から173曲（11時間20分）を選んだCD9枚組のボックス『森雪之丞原色大百科』が発売される。
2017年、デビュー40周年を迎えたレイジーの40周年記念シングルに参加。レイジーの楽曲を担当するのは37年ぶりで、井上俊次作曲の「Wandering Soul」、高崎晃作曲の「1977」の2曲の作詞を手がける。
2024年1月、自選詩集『感情の配線』を出版した。

## 人物
デビュー作「ドリフのバイのバイのバイ」を書いたのは21才の頃で、完成するまで1年ほど渡辺プロに通い渡辺晋社長から直接アドバイスをもらっている。「いかりやさんなんかは言葉の一つ一つにもちゃんと注文つけてくださって凄い勉強になりました」と語っている。
大学2年の時に、山本寛斎デザインの“出火吐暴威”と書かれた衣装を着て歌舞伎の演出を取り入れたデヴィッド・ボウイのステージを観て感動し、「先輩たちは横文字を名前に入れたりしてたんだけど、これからは歌舞伎、日本の名前を入れるのがロックじゃないか」と思い、その体験から“森雪之丞”という名前が生まれた。
作詞法について、「僕らの時代はもう先にメロディーがあってそれに詞をはめるのがほとんどなんですけれども、そうするとリズム自体はもちろんロックのリズムじゃないですか。それに日本語をはめる不自由さがあったんですけど、日本語の中でも英語に近いような言葉を探すと、ホントに自然にビートに乗ったんです。（シブがき隊「NAI・NAI 16」の）♪NAI-NAI〜もNightと一緒ですから。そういう言葉を探せば日本語も向こうのグルーヴと融合していけるのかなというふうに思ったんです」と語っている。
布袋寅泰が中学生の頃に森雪之丞のレコード「雪之丞見参」を買ったのがそもそもの関係の始まりで、布袋が1991年のアルバム『GUITARHYTHM II』で日本語の曲を歌うという時に雪之丞にアプローチし、歌詞の提供が始まった。布袋とは一緒に旅行に行くなど、プライベートでも付き合いがある。
氷室京介からは90年代の終わり頃に「雪之丞さんが布袋に書いた詞が素晴らしいから俺にも書いてくれ」とオファーが来たが、一度布袋に相談している。「絶対に素晴らしいヴォーカリストだから僕は書きたい。で、もちろんその時に布袋くんとは絶対に違う世界を書くから」と話したところ、布袋から「わかった。俺と向かい合ってくれているように氷室にも向かい合ってくれ」と言われている。
バックギャモンを好む。スラップスティックの楽曲で共作した大瀧詠一とバックギャモンが置いてある喫茶店で初めて対面し、互いにバックギャモン好きであることから意気投合した。

## 主な作品

### J-POP・歌謡曲

#### あ行
- あおい輝彦
  - Hi-Hi-Hi（作詞作曲：森雪之丞、編曲：高田弘）
- 我妻佳代
  - 悲しみの向こうがわ（作曲：筒美京平）
- 浅香唯
  - ヤッパシ…H! （作曲・編曲：馬飼野康二)
  - C-Girl（作曲：NOBODY）
  - Melody（作曲：木根尚登）
  - 恋のUpside-Down（作曲：鎌田ジョージ）
- 荒木由美子
  - CAN-DO （作詞：VINYL、作曲：森雪之丞、編曲：船山基紀）
  - まだ羽根のとれきっていない悪魔（作詞・作曲：森雪之丞、編曲：船山基紀）
- 杏里　
  - あの夏に戻りたい（作曲：杏里）
  - もうひとつのBirthday（作曲：杏里）
- 石川セリ
  - 風と踊る（作曲：筒美京平）
  - とぎれた記憶（作曲：松尾一彦、編曲：大村憲司）
  - 睫毛の先の21世紀（作曲：矢野誠、編曲：大村憲司）
- 石川秀美
  - 春霞恋絵巻（作曲：高木祥行）
- 石川ひとみ
  - あざやかな微笑（作曲：西島三重子）
- 石野真子
  - 恋のハッピー・デート（ノーランズのカヴァー、日本語詞：森雪之丞）
- 井上望
  - 恋のシュラシュシュ（作詞・作曲：Joe Lemon、日本語詞：森雪之丞）
- 五十嵐浩晃
  - AGAINST THE WIND（作曲：五十嵐浩晃）
- 池田聡
  - 悪女（作曲：coba）
  - 月の舟（作曲：中崎英也、槇原敬之、CHEMISTRYがカヴァーしている）
- 伊藤蘭
  - 秘密（作曲：丸谷マナブ）
  - 家路（作曲：布袋寅泰）
- 稲垣潤一
  - 天使さえ知らない（作曲：野見山正貴）
  - 神様のミステイク（作曲：坂本洋）
  - 602号室の吟遊詩人（作曲：安部恭弘）
  - 終わらないLOVE SONG（作曲：井上慎二郎）
  - 素敵な別れ方（作曲：田村信二）
  - 夢と嘘とジャスミン（作曲：鈴木雄大）
  - 愛のために僕は変わる（作曲：谷本新）
  - EVERLASTING（作曲：土橋雅樹）
- Wink
  - Sugar Baby Love（日本語詞：Joe Lemon）
  - アマリリス（作曲：佐藤健、編曲：鈴木茂)
- 上坂すみれ
  - 哀愁Fakeハネムーン（作曲：岡部啓一 (MONACA)）
- X21
  - YOU-kIのパレード（作曲：桑谷実沙）
  - 心配エブリディ（作曲：八重樫ゆう一）
- 沖田浩之
  - 奇蹟の純情（作曲：後藤次利）
- 尾崎紀世彦
  - 365回目の恋（作曲：都志見隆、スーパー・エキセントリック・シアター第36回公演主題歌）

#### か行
- 甲斐よしひろ
  - は・だ・か（作曲：甲斐よしひろ）
- Kagrra,
  - 雫（作詞：一志/森雪之丞、作曲：Kagrra,）
- 風見慎吾
  - 僕笑っちゃいます（作詞：欽ちゃんバンド『欽ちゃんの週刊欽曜日』のメンバーと共作、作曲：吉田拓郎）
  - 泣いちっちマイハート（作曲：後藤次利）
- カルロス・トシキ
  - I Love Japan（作曲：JULIA）
  - PASSION（作曲：和泉常寛）
- 川崎麻世
  - 暗くなるまで待って（作曲：都倉俊一）
  - 危険がいっぱい（作曲：都倉俊一）
  - 夢泥棒（作曲：都倉俊一）
  - 幸せだけど不幸せ（作曲：都倉俊一）
- 河田純子
  - 輝きの描写（作曲：後藤次利）
  - 君の夢のために（作曲：後藤次利）
  - 青春のさがしもの（作曲：後藤次利）
- 河村隆一
  - それを愛と呼ぼうか（作曲：河村隆一）
- 菊地陽子
  - 風色タッチ（作曲：鷺巣詩郎）
- キャンディーズ
  - オムレツをつくりましょう（作曲：穂口雄右）
  - PAPER PLANE LOVE（作曲：穂口雄右）
  - 恋の臨時ニュース（作曲：穂口雄右）
- 熊田茜音
  - ハッピーの秘訣（作曲・編曲：加藤裕介）[7]
- CHEMISTRY
  - Wings of Words（作曲：葛谷葉子、谷口尚之）
- 研ナオコ
  - 愛、どうじゃ。恋、どうじゃ。（作曲：筒美京平）
  - 悲しいオペラ（作曲：山本達彦）
- 小泉今日子
  - クライマックス御一緒に（作曲：井上大輔）
- 郷ひろみ
  - Boom Boom Boom（作曲：Kike Santander）
  - 僕らのヒーロー（作曲：TSUKASA）「みんなのうた」
  - 迷イズム（作曲：Johnson Armstrong）

#### さ行
- 西城秀樹
  - ジプシー（作曲：鈴木キサブロー）
  - アゲイン（作曲：鈴木キサブロー）「シングル / ジプシー / 収録曲」
  - 陽炎物語（作曲・編曲：後藤次利）「シングル / ナイトゲーム / 収録曲」
  - 女神が微笑む時（作曲：吉田拓郎、編曲：渡辺格）「シングル / SAYYEA',JAN-GO / 収録曲」
  - SEXY & THRILL（作曲：鈴木キサブロー）「CRYSTAL LOVE/西城秀樹 / SIDE B4」
  - 涙であなたがみえない（作曲：鈴木キサブロー）「CRYSTAL LOVE/西城秀樹 / SIDE B5」
  - Just a Woman（作曲・編曲：後藤次利）「It's You 西城秀樹のアルバム / SIDE B3」
- PSY・S
  - 遊びにきてね（作曲：松浦雅也）
  - 青空がいっぱい（作曲：松浦雅也）
  - 氷のヴィジョン（作曲：松浦雅也）
- 斉藤和義
  - 天使の遺言（作曲：早川義夫）
  - 恋と愛がある国で（作曲：斎藤和義）
- 斉藤由貴
  - 白い炎（作曲：玉置浩二）
  - 砂の城（作曲：岡本朗）
- 酒井法子
  - あなたに天使が見える時（作曲・編曲：土橋安騎夫）
  - GUANBARE（作曲・編曲：馬飼野康二）
  - Funny JANE（作曲：伊澤一葉）
- さかいゆう
  - 僕たちの不確かな前途（作曲：さかいゆう）
  - ペテン師と臆病者（作曲：さかいゆう）
  - サンバ☆エロティカ(作曲：さかいゆう)
- 榊原郁恵
  - アル・パシーノ＋アラン・ドロン＜あなた（作曲：森雪之丞、編曲：小六禮次郎）
  - Nice Accident 「フジテレビドラマ「TVオバケてれもんじゃ」主題歌 / チャンネルX (エンディング曲)」（作曲：芹澤廣明 / 編曲：川上亨）
- サディスティック・ミカ・バンド
  - Boys & Girls（作曲：加藤和彦/高橋幸宏/小原礼）
  - 愛と快楽主義者（作曲：小原礼/高橋幸宏）
  - 賑やかな孤独（作曲：高橋幸宏）
  - 暮れる想い（作曲：加藤和彦）
  - 42℃のピクニック（作曲：高橋幸宏）
- 真田広之
  - 愛よ炎に染まれ - 映画『燃える勇者』主題歌
- 沢田研二
  - テキーラ・サンセット（作曲:倉掛英彰）
  - 君の憂鬱さえも愛してる（作曲:陣内大蔵）
- 椎名へきる
  - RESET（作曲：DAITA）
  - PROUD OF YOU（作曲：木根尚登）
- シブがき隊
  - 100%…SOかもね!（作曲：井上大輔）
  - NAI・NAI 16（作曲：井上大輔）
  - Zokkon命-Love-（作曲：水谷公生）
  - Hey! Bep-pin（作曲：後藤次利）
  - べらんめぇ! 伊達男（作曲：水谷竜緒）
  - 男意ッ気（作曲：岡本朗）
  - 月光淑女!（作曲：Franky.T.）
  - トラ! トラ! トラ!（作曲：後藤次利）
  - 飛んで火に入る夏の令嬢（作曲：山梨鐐平）
  - 千夜一夜キッス倶楽部（作曲：井上大輔）
- 島田奈美
  - ガラスの幻想曲（作曲：中崎英也）
  - 負けないで...片想い（作曲：林哲司）
- SHOW-YA
  - 天使の炎-Flame Of The Angels-（作曲：五十嵐美貴）
  - 息ができないほど（作曲：寺田恵子）
  - Rolling Planet（作曲：五十嵐美貴）
  - IN MY ARMS（作曲：寺田恵子）
- すかんち
  - 恋は最後のフェアリー・テール（作曲：ROLLY）
- 杉浦幸
  - ドラマ（作曲：林哲司、編曲：瀬尾一三）
  - 友達（作曲：林哲司、編曲：瀬尾一三）
- 杉田かおる
  - しあわせ季節（作曲：鈴木邦彦）
- 鈴木もえみ
  - うわさのキョンシーたいそう（作曲：菊池俊輔、編曲：小林信吾）
- スラップスティック
  - 意地悪ばあさんのテーマ（編曲：飛澤宏元）（ドラマ意地悪ばあさん（フジテレビ系版）主題歌）
    - 後に、王様が「いじわるばあさん」のタイトルで同作のアニメ版オープニングテーマとしてカバー

  - スラップスティック見参！（作曲：大瀧詠一）
  - 星空のプレリュード（作曲：大瀧詠一）
  - ココナッツ・エンジェル（作曲：大瀧詠一）
  - デッキ・チェア（作曲：大瀧詠一）
    - 後に大滝詠一が松本隆作詞にて「スピーチ・バルーン」としてセルフカバー

  - 流星'80（作曲も担当）
  - 愛の鎖（作曲も担当）
  - 好きだよオンリー・ユー（作曲：かまやつひろし）
  - 蒼い渚（作曲：かまやつひろし）
  - HOREGIMI（作曲も担当）
  - シュラシュシュNo.1！（作曲：近田春夫）
  - 夕陽のジェニー（作曲：かまやつひろし）
  - トニーに気をつけろ（作曲も担当）
  - 幻の少女（作曲：加瀬邦彦）
  - 太陽のパーティー（作曲：かまやつひろし）
  - 青山・レイニーナイト（作曲：鈴木邦彦）
  - ピンクの部屋で恋をしないか？（作曲：加瀬邦彦）
  - 霧の中のロンリーシチィ（作曲：近田春夫）
  - 白銀伝説（作曲：鈴木邦彦）
  - ハートでノックダウン（作曲：加瀬邦彦）
  - 野ばらの坂道（作曲：かまやつひろし）
  - 愛しのジェニファー（作曲：加瀬邦彦）
  - 愛の逃亡者（作曲：加瀬邦彦）
  - ポッピング・セブンティーン（作曲：かまやつひろし）
  - キャラメル・デート（作曲：かまやつひろし）
  - 夕陽のメロディー（作曲：かまやつひろし）
  - LADY FISH（作曲：かまやつひろし）
  - 流星ハイウェイ（作曲：かまやつひろし）
  - DOWN TOWN（作曲：かまやつひろし）
  - 8月の都会（作曲：かまやつひろし）
  - SLAP MEMORIES（作曲：かまやつひろし）
  - 銀河でくちづけを（作曲：東郷昌和）
  - ハッピー・マンボ（作曲も担当）（アニメ のどか森の動物大作戦（フジテレビ系版）主題歌）
  - おやすみGood Night（作曲も担当）（アニメ のどか森の動物大作戦（フジテレビ系列）主題歌）
  - 輝け！タマネギ部隊（作曲：森田公一）（テレビアニメ パタリロ!（フジテレビ系列）挿入歌）
- スリーズブーケ（蓮ノ空女学院スクールアイドルクラブ　日野下花帆（CV: 楡井希実）、乙宗梢（CV: 花宮初奈）、百生吟子（CV: 櫻井陽菜））
  - 恋景色昭和ロマン（作曲：きなみうみ）
- セイントフォー紀
  - 不思議Tokyoシンデレラ（作曲：加瀬邦彦、編曲：船山基紀）
  - 太陽を抱きしめろ（作曲：加瀬邦彦、編曲：京田誠一）
- 芹澤廣
  - セクシー・ウィンド（作曲：芹沢廣、編曲：井上鑑）（朝日放送「THE ビッグ!」主題歌〜視聴者参加番組）
- 相馬裕子
  - 私、泣いた（作曲：上杉洋史）
  - CHEERS（作曲：中野多佳子）

#### た行
- 高岡早紀
  - 悲劇のアイドル（作曲：清水信之）
- 高橋真美
  - 古いアルバム（作曲：後藤次利）
- 高橋幸宏
  - 子供だけの夏（作曲・編曲：高橋幸宏）（『みんなのうた』1990年6月 - 7月放送）
  - 元気ならうれしいね（作曲：高橋幸宏）
  - 素敵な人（作曲：高橋幸宏）
  - 青空
- 高橋由美子
  - 風神雷神ガール（作曲：本島一弥）
- 太川陽介
  - 「ムーンライト・カーニバル」（作曲：平尾昌晃）
- ダック・テールズ
  - 真夜中のサリー（作曲：筒美京平）
  - おまえとダンス楽園（作曲：筒美京平）
- 田原俊彦
  - 色男 SEXY NIGHT（作曲：玉置浩二）
- 田中久美
  - 火の接吻（作曲：西木栄二）
  - コインロッカー世代（ジェネレーション）（作曲：西木栄二）
- 田村英里子
  - 誘惑のチャチャ（作曲：辻畑鉄也）
- タンゴ・ヨーロッパ
  - ダンスホールで待ちわびて
- CHISATO
  - 電撃ミサイル2000（作曲：CHISATO）
  - SACRIFICE（作曲：CHISATO）
- 徳丸純子
  - 蒼いサスペンス（作曲：清水信之）
- ザ・ドリフターズ
  - ドリフのバイのバイのバイ（原作詞：添田さつき、外国曲）
  - ドリフの英語塾

#### な行
- 中原めいこ
  - 君たちキウイ・パパイア・マンゴーだね。（作曲：中原めいこ）
- 中森明菜
  - 哀愁魔術（作曲：小杉保夫）
  - X3ララバイ（作曲：小杉保夫）
- Negicco
  - Tell me why ?（作曲：connie）

#### は行
- BOWWOW
  - 絆-FOREVER（作曲：山本恭司、「新ハングマン」エンディング）
- VANILLA
  - 愛をちょうだい（作曲：野山昭雄）
  - ヌードと愛情（作曲：野山昭雄）
- PaPa
  - 不合理な生物 (ABSURD CREATURE)（作曲：PaPa）
  - 疑惑のパノラマ (PANORAMA)（作曲：PaPa）
  - INFORMATION FROM THE EARTH（作曲：小路隆）
  - 御機嫌なアクシデント (MIDNIGHT LAW)（作曲：PaPa）
  - THE BIRD（作曲：PaPa）
  - Lookin' For Love（作曲：PaPa）
- 浜田朱里
  - 本気半分エキストラ（作曲：後藤次利）
- 林寛子
  - 恋はお伽噺じゃないから（作曲：佐瀬寿一）
- 早見優
  - 女のハートは右にある（作曲：伊藤銀次）
  - 薔薇の秘密（作曲：村松邦男）
- 原由子
  - お涙ちょうだい（作曲：原由子）
- hide
  - EYES LOVE YOU（作曲：hide）
  - 50% ＆50%（作曲：hide）
- ViVA!
  - 史上最大の誘惑（作曲：テスタロッサ）
- 氷室京介
  - SLEEPLESS NIGHT 〜眠れない夜のために〜（作曲：氷室京介）
  - ダイヤモンド・ダスト（作曲：氷室京介）
  - 永遠 〜Eternity〜（作曲：氷室京介）
  - 炎の化石（作曲：氷室京介）
  - Girls Be Glamorous（作曲：氷室京介）
  - Claudia（作曲：氷室京介）
  - Wild Romance（作曲：氷室京介）
  - NORTH OF EDEN（作曲：氷室京介）他、多数
- FENCE OF DEFENSE
  - 火を貸してくれ（作曲：北島健二・西村麻聡）
  - 13月の革命（作曲：西村麻聡）
- 藤波辰爾
  - マッチョ・ドラゴン（作曲：EDDY GRANT）
- BAISER
  - プリズム（作曲：紫）
- BaBe
  - I Don't Know!（作曲：中崎英也）
  - Give Me Up（訳詞）
  - Hold Me!（訳詞）
  - TONIGHT!（作曲：朝倉紀幸）
  - Get a Chance!（作曲：中崎英也）
  - WAKE UP!（作曲：山口美央子）
  - Keep On Rolling（作曲：朝倉紀幸）
  - Best Friend（作曲：山口美央子）
  - It's a Magic!（作曲：中崎英也）
  - YOU!YOU!YOU!（作曲：羽田一郎）
  - わがままはお好き?（作曲：武部聡志）
  - 大人は判ってくれない（作曲：羽場仁志）
  - They Don't Know（訳詞）
- 布袋寅泰
  - POISON（作曲：布袋寅泰）
  - スリル（作曲：布袋寅泰）
  - CIRCUS（作曲：布袋寅泰）
  - バンビーナ（作曲：布袋寅泰）
  - VAMPIRE（作曲：布袋寅泰）
  - LOVE JUNKIE（作曲：布袋寅泰）
  - DESTINY ROSE（作曲：布袋寅泰）他、多数
- 堀ちえみ
  - 微笑んでGood-bye（編曲：鈴木茂）
  - 秋色ドリーム（編曲：鈴木茂）
  - とまどいの週末（編曲：矢野立美）
  - 誘惑アルファベット（編曲：鷺巣詩郎）
  - ドキッ♥ください（編曲：鷺巣詩郎）
  - CHIEMI SQUALL（編曲：鷺巣詩郎）
  - Shyna Boy（編曲：鷺巣詩郎）
  - 意地悪な魔法使い（作曲・編曲：白井良明）

#### ま行
- Mighty Opera（マイティ・オペラ）
  - アルバム「－14〜世紀末の踊り子たちへ」（全曲、作詞・作曲：森雪之丞/編曲：窪田晴男）※CDのみ収録「異常体験のススメ」は作詞をラッキィ池田と共作。
  - ダンス革命　～Welcome To The Mighty Opera Show（編曲：窪田晴男）
- 松井常松
  - SHADOW OF THE MOON（作曲：尾崎亜美）
  - HEAVEN（作曲：松井常松）
- 松本明子
  - ♂×♀×Kiss（作曲・編曲：後藤次利）
- 三善英史
  - センチメンタル・ママ（作詞：山口洋子、作曲：森雪之丞、編曲：竜崎孝路）
  - 星空の街（作詞：山口洋子、作曲：森雪之丞、編曲：竜崎孝路）
- ももいろクローバーZ
  - 『Z』の誓い（作曲：NARASAKI/ 編曲：NARASAKI・ゆよゆっぺ）（映画『ドラゴンボールZ 復活の「F」』の主題歌。）

#### や行
- 矢追幸宏
  - 熱愛BREAK！
  - 夏色にドラマチック
  - 君は5:00からシンデレラ
  - 悲しみナイト
- やしきたかじん
  - 泣いてもいいか（作曲：都志見隆）
- 山口百恵
  - 銀河カフェテラス
  - 軌道修正
  - 哀愁のコニーアイランド（作曲：大瀧詠一）
  - 恋のホットライン（作曲：佐藤健）
- 山下久美子
  - 夢でも逢えるかな（作曲：布袋寅泰）
  - ごめんね太陽（作曲：布袋寅泰）
  - 涙に閉じ込められて（作曲：布袋寅泰）
  - 天使のテスト（作曲：布袋寅泰）
  - 宝石（作曲：布袋寅泰）
  - 魔法の消えた世界で（作曲：布袋寅泰）
  - 永遠の夏（作曲：布袋寅泰）
  - スウィート・ガールズ・パレード（作曲：布袋寅泰）
  - 手のひらの星屑（作曲：筒美京平）
- 雪村いづみ
  - 窓辺の天使（作曲：大森隆志）
- 吉田拓郎
  - 星の鈴（作曲：吉田拓郎）
  - 30年前のフィクション（作曲：吉田拓郎）
  - 妄想（作曲：吉田拓郎）
  - 憂鬱な夜の殺し方（作曲：吉田拓郎）
  - 光る石（作曲：吉田拓郎）
- 吉井和哉
  - 超絶☆ダイナミック！ (作曲 : 吉井和哉)

#### ら行
- Λucifer
  - 堕天使BLUE（作曲：TAKUYA）
  - Cの微熱（作曲：CHISATO）
  - TSUBASA（作曲：TAKUYA）
  - TOKYO幻想（作曲：TAKUYA）
  - JUNK CITY（作曲：CHISATO）
  - CARNATION CRIME（作曲：TAKUYA）
  - ハイパーソニックソウル（作曲：TAKUYA）
- レイジー
  - ヘイ! アイ・ラブ・ユー!（作曲：馬飼野康二）
  - 恋はアクション映画（作曲：馬飼野康二）
  - OK!（作曲も担当）
  - レターでキッス（作曲も担当）
  - ダンス・ウィズ・ミー（作曲も担当）
  - フルカウント（作曲も担当）
  - SWEET GOOD-BYE（作曲：森本太郎）
  - 失われた伝説（作曲：馬飼野康二）
  - どら猫ミーコの大失恋（作曲：井上俊次）
  - プレリュード（作曲：井上俊次）
  - 悲しみをぶっとばせ（作曲：浜田金吾）
  - Wandering Soul（作曲：井上俊次）
  - 1977（作曲：高崎晃）

#### わ行
- wuz↑b?（ワサビ）
  - 薔薇の正体（作曲：松原憲）

### アニメ・特撮ソング

#### あ行
- 悪魔くん
  - 悪魔くん（作曲：つのごうじ）
- いじわるばあさん（フジテレビ系版）
  - 意地悪ばあさんのテーマ（歌：スラップスティック・王様、作曲：森雪之丞）
- アストロノオト
  - ホホエミノオト（歌：降幡愛、作曲・編曲：本間昭光[8]）
- ウルトラシリーズ
  - ウルトラマンパワード
    - STARLIGHT FANTASY（歌：須藤ひとみ、作曲：良実明宏）

  - 劇場版 ウルトラマンジード つなぐぜ! 願い!!
    - 絆∞infinity（歌：May J.、作曲：堀向彦輝）
- おそ松くん（フジテレビ系版）
  - おそ松くん音頭（歌：細川たかし、作曲：中山大三郎）
- おれは直角
  - 学問のスズメ（歌：ビジーフォー・スペシャル、作曲：本間勇輔）
  - 嫌いにならずにいられない（歌：ビジーフォー・スペシャル、作曲：本間勇輔）
- ワンパンマン（第2期）
  - 静寂のアポストル（歌：JAM Project、作曲：ヒカルド・クルーズ）

#### か行
- ガンダムシリーズ
  - 機動戦士ガンダムSEED DESTINY
    - Wings of Words（歌：CHEMISTRY、作曲：谷口尚久/葛谷葉子）
- 機甲戦記ドラグナー
  - スターライト・セレナーデ （歌：山瀬まみ、作曲：井上大輔）
- キテレツ大百科
  - お嫁さんになってあげないゾ（歌：守谷香、作曲：池毅）
  - ボディーだけレディー（歌：内田順子、作曲：林哲司）
  - コロ助ROCK（歌：内田順子、作曲：林哲司）
  - お料理行進曲（歌：YUKA、作曲：平間あきひこ）
  - HAPPY BIRTHDAY（歌：YUKA、作曲：清岡千穂）
- キン肉マン
  - キン肉マンGo Fight!（歌：串田アキラ、作曲：芹澤廣明、編曲：川上了）
  - 炎のキン肉マン（歌：串田アキラ、作曲：芹澤廣明、編曲：奥慶一）
  - キン肉マン旋風（歌：串田アキラ、作曲：芹澤廣明、編曲：京田誠一）
  - キン肉マンボ（歌：神谷明、作曲：森雪之丞、編曲：奥慶一）
  - キン肉マン音頭（歌：神谷明、松島みのり、作曲：森雪之丞、編曲：田中公平）
  - キン肉マン倶楽部（歌：神谷明、作曲：芹澤廣明、編曲：京田誠一）
- キン肉マン キン肉星王位争奪篇
  - ズダダン!キン肉マン（歌：鈴木けんじ、作曲：岸正之、編曲：山本健司）
- キン肉マン 完璧超人始祖篇
  - LOVE & JUSTICE（歌 : 高梨康治×FLOW、作曲 : 鈴木裕明、編曲 : 高梨康治、FLOW、鈴木裕明）
- Gu-Guガンモ
  - ガンモ・ドキッ!（作曲：森雪之丞、歌：スージー・松原（松原みき））
- クッキングパパ
  - ハッピーハッピーダンス（歌：YASU、作曲：池毅）
- 空想科学世界ガリバーボーイ
  - 燃えろ!ガリバーボーイ（歌：尾崎紀世彦、作曲：山崎利明）
  - 鏡の中の勇者（歌：尾崎紀世彦、作曲：太田美知彦）
- ぐんまちゃん
  - バンビーナ（歌：タマ（田村睦心）、作曲：布袋寅泰）
- ゲゲゲの鬼太郎
  - イヤンなっちゃう節（歌：憂歌団、作曲：岡本朗、編曲：憂歌団 with HAKABA's）
- ゴクドーくん漫遊記
  - プリズム（歌：BAISER、作曲：紫、編曲：Achilles Damigos）
- こちら葛飾区亀有公園前派出所
  - 葛飾ラプソディー（作曲：堂島孝平）

#### さ行
- スーパー戦隊シリーズ
  - 激走戦隊カーレンジャー
    - 激走戦隊カーレンジャー（歌：高山成孝、作曲：小路隆）
    - 激走戦隊カーレンジャー 〜フルアクセルヴァージョン〜（歌：高山成孝、作曲：小路隆、編曲：奥慶一）
    - 天国サンバ（歌：高山成孝、作曲：小路隆）
    - 激走合体!! RVロボ（歌：高山成孝、作曲：小路隆）
    - 俺達はカーレンジャー（歌：高山成孝、作曲：小路隆）

#### た行
- 鉄拳チンミ
  - 銀色のセレナーデ （歌：八木さおり、作曲：井上ヨシマサ）
- ちっちゃな雪使いシュガー
  - Sugar Baby Love（歌：石田燿子、作詞：W.Bickerton、作曲：T.Wanddingyon、日本語詞：Joe Lemon（森雪之丞））
- Dr.スランプ アラレちゃん
  - ロックンONDO（歌：水森亜土、作曲：森雪之丞）
- ドラゴンボールZ
  - CHA-LA HEAD-CHA-LA（歌：影山ヒロノブ、作曲：清岡千穂）
  - WE GOTTA POWER（歌：影山ヒロノブ、作曲：石川恵樹）
  - 僕達は天使だった（歌：影山ヒロノブ、作曲：池毅）
  - 奇蹟のビッグ・ファイト（歌：影山ヒロノブ、作曲：林哲司）
  - ドラゴンパワー∞（歌：影山ヒロノブ、作曲：林哲司）
  - 最強のフュージョン（歌：影山ヒロノブ、作曲：林哲司）
  - 俺がやらなきゃ誰がやる（歌：影山ヒロノブ、作曲：林哲司）
- ドラゴンボール改
  - 空・前・絶・後 Kuu-Zen-Zetsu-Go（歌：谷本貴義（Dragon Soul）、作曲：岩崎貴文、編曲：籠島裕昌）
- ドラゴンボール超
  - 超絶☆ダイナミック!（歌：吉井和哉、作曲・編曲：吉井和哉）
  - 限界突破×サバイバー（歌：氷川きよし、作曲：岩崎貴文、編曲：籠島裕昌）
  - 究極の聖戦（歌：串田アキラ、作曲：ZENTA、編曲：ZENTA、若林タカツグ）
- ドラゴンボールDAIMA
  - ジャカ☆ジャ～ン（歌：C&K、作曲：Anton Zaslavski、KEEN (C&K)）

#### な行
- のどか森の動物大作戦
  - ハッピー・マンボ（歌：スラップスティック、 編曲：矢野立美）
  - おやすみGood Night（歌：スラップスティック、 編曲：矢野立美）

#### は行
- ハーイあっこです
  - キッチンから愛をこめて（歌・作曲：小坂明子）
- パタリロ!
  - 輝け！タマネギ部隊（歌：スラップスティック、白石冬美、作曲：森田公一、編曲：青木望）
- プリキュアシリーズ
  - 魔法つかいプリキュア!シリーズ
    - Dokkin♢魔法つかいプリキュア！（歌：北川理恵、作曲：奥村愛子、編曲：宮崎誠）
    - Dokkin♢魔法つかいプリキュア！Part2[9]（歌：北川理恵、作曲：奥村愛子、編曲：中村博）
    - Dokkin♢魔法つかいプリキュア!!Part3〜MIRAI DAYS〜（歌：北川理恵、作曲：奥村愛子、編曲：高木洋）

  - 映画 プリキュアオールスターズ みんなで歌う♪奇跡の魔法!
    - みんながいるから☆プリキュアオールスターズ（歌：プリキュアオールスターズ、作曲・編曲：さかいゆう）
    - あなたがいるから（歌：朝日奈みらい（高橋李依）、リコ（堀江由衣）、モフルン（齋藤彩夏）、春野はるか（嶋村侑）、海藤みなみ（浅野真澄）、天ノ川きらら（山村響）、紅城トワ（沢城みゆき）、パフ（東山奈央）、アロマ（古城門志帆）、作曲：さかいゆう、編曲：高木洋）
    - 秘薬のレシピ（歌：トラウーマ（山本耕史）、ソルシエール（新妻聖子）、作曲：高取ヒデアキ、編曲：籠島裕昌）
    - 無力な戦士（歌：キュアミラクル（高橋李依）、キュアマジカル（堀江由衣）、作曲・編曲：高木洋）
    - やっと会えたね!（歌：五條真由美、作曲：高取ヒデアキ、編曲：籠島裕昌）
    - 考えてみて（歌：ソルシエール（新妻聖子）、キュアミラクル（高橋李依）、キュアマジカル（堀江由衣）、作曲・編曲：小六禮次郎）
    - 魔女の子守唄〜歌は魔法（歌：ソルシエール（新妻聖子）、プリキュアオールスターズ、作曲・編曲：小六禮次郎）

#### ま行
- 魔法のスターマジカルエミ
  - 南国人魚姫（歌：小幡洋子、作曲・編曲：伊藤銀次）
- ミュータント・タートルズ超人伝説編
  - パワーアップ・タートルズ（歌：影山ヒロノブ、作曲：池毅、編曲：戸塚修）
  - 地球はお元気（歌：MOKKUN、作曲・編曲：羽毛田丈史）
- 名犬ラッシー
  - 少年の丘（歌：森岡純、作曲：桐生千弘、編曲：笹路正徳）
- 名探偵コナン
  - 迷宮のラヴァーズ（歌・作曲：heath、編曲：heath・杉山勇司）
- めぞん一刻
  - 悲しみよこんにちは（歌：斉藤由貴、作曲：玉置浩二）

#### ら行
- らんま1/2
  - じゃじゃ馬にさせないで（歌：西尾えつ子、作曲：村松邦男、編曲：椎名和夫）
- らんま1/2 熱闘編
  - ド・ン・マ・イ来々少年〜Don't mind lay-lay Boy〜（歌：西尾えつ子、作曲：吉実明宏、編曲：森英治）
- るろうに剣心~明治剣客浪漫譚~ 維新志士への鎮魂歌
  - 永遠の未来（歌：アニメタル、作曲：山崎燿、編曲：アニメタル・難波弘之)

#### わ行
- ONE PIECE
  - Super Powers（歌：V6、作曲：Samuel Waermo / Stefan Ekstedt）

### スポーツ
- 勇者の遺伝子（作曲：布袋寅泰、横浜DeNAベイスターズ応援歌）[10]

### 舞台・ミュージカル
- 1976年 ミュージカル『スタンバイOK！』作詞（作：小山内美江子 音楽：小六禮次郎 演出：加藤盟 主演：キャンディーズ）
- 1977年 西友ファミリー･ミュージカル『マチャアキのそんごくうの大冒険』作詞（作：加藤盟･小山泰雄 音楽：すぎやまこういち 演出：関矢幸雄 主演：堺正章）
- 1977年 ミュージカル映画『わんぱくパック』作詞（1977年 作：いのうえひさし 音楽：小六禮次郎監督：加藤盟 主演：出門英）
- 1983年 劇団青杜『テレスコープ』作詞・音楽（作：古川登志夫 演出：柴田秀勝）
- 1983年 劇団青杜『天国ロックをのぞいてみれば～テレスコープⅡ』作詞・音楽（作：古川登志夫 演出：竹内正男）
- 1996年 ミュージカルドラマ フジテレビ『踊る大上品ドライバー6』作詞（企画：ホイチョイ･プロダクションズ 脚本：小山薫堂 音楽：本間勇輔 演出：本広克行）
- 1996年 パルコ劇場『美女とトークン、マヨネーズ』挿入歌作詞（作：伊藤正宏 音楽：白井良明 演出：中村龍史 出演：松下由樹、中原理恵 etc.）
- 1998年 劇団スーパー・エキセントリック・シアター『昨日たちの旋律』 主題歌・挿入歌作詞（作：島田学生、演出：三宅裕司）
- 1998年 ロック･オペラ『ハムレット』作詞（作･演出：佐藤浩史 音楽：斉藤恒芳・KIYOSHI 主演：ペニシリン etc.）
- 2000年 劇団スーパー・エキセントリック・シアター『THE スターダスト』テーマ曲作詞（作･演出：三宅裕司）
- 2003年 サード･ステージ『ミュージカル 天使は瞳を閉じて』作詞･音楽プロデュース（作･演出：鴻上尚史 音楽監修：西平彰 作曲：杏里、岸谷香、木根尚登、高橋幸宏、デーモン小暮閣下、山本恭司、中西圭三、TAKUYA、TAKE、GAKU-MC 出演：天野ひろゆき、純名りさ、橋本さとし、辺見えみり、風花舞 etc.）
- 2003年 朗読パフォーマンス『POEMIX』詩＆出演 （演出＆出演：岸谷五朗 出演：風花舞、當山奈央）
- 2005年 ロック･ミュージカル『WE WILL ROCK YOU』  日本語字幕（原案･脚本：ベン･エルトン 出演：オーストラリア･カンパニー）
- 2005年 ダンス･ミュージカル『ФEN I ФST』（ウーエン･イ･ウースト） 日本語脚本･作詞（脚本：スティーン･カーナー、クレメンス･テリング、演出：スティーン･カーナー 出演：安田顕、音尾琢磨、植木豪、森弘一郎 etc.）
- 2005年 朗読パフォーマンス『POEMIXⅡ』詩＆出演 （演出＆出演：岸谷五朗 音楽：大崎聖二 出演：岡千絵、AZUMI etc.）
- 2006年 ブロードウェイ･ミュージカル『ペテン師と詐欺師』訳詞（脚本：ジェフリー･レイン 音楽･作詞：ディヴィッド･ヤズベク 演出：宮田慶子 翻訳：常田景子 出演：鹿賀丈史、市村正親、奥菜恵、愛華みれ、高田聖子 etc.）
- 2006年 ロック･ミュージカル『WE WILL ROCK YOU』（再演）日本語字幕（原案･脚本：ベン･エルトン）
- 2007年 ブロードウェイ･ミュージカル『テイクフライト』訳詞（脚本：ジョン･ワイドマン 作曲：ディヴィッド･シャイヤ 作詞：リチャード･モルトビーJr 演出：宮本亜門 出演：天海祐希、城田優、池田成志、橋本じゅん、ラサール石井 etc.）
- 2008年 ブロードウェイ･ミュージカル『CHICAGO』訳詞（初演版演出･振付：ボブ･フォッシー 作詞：フレッド･エッブ 作曲：ジョン･カンダー 翻訳：常田景子 出演：米倉涼子、河村隆一、アムラ＝フェイ･ライト、和央ようか etc.）
- 2008年 ブロードウェイ･ミュージカル『ペテン師と詐欺師』（再演）  訳詞（脚本：ジェフリー･レイン 音楽･作詞：ディヴィッド･ヤズベク 演出：宮田慶子 翻訳：常田景子 出演：鹿賀丈史、市村正親、奥菜恵、愛華みれ、高田聖子 etc.）
- 2008年 祝祭音楽劇『トゥーランドット』作詞（演出：宮本亜門 音楽：久石譲 衣装：ワダエミ 脚本：鈴木秀勝 出演：張（ア）惠（ー）妹（メイ）、岸谷五朗、早乙女太一、安倍なつみ、北村有起哉、中村獅童 etc.）
- 2008年 舞台版ドラえもん『のび太とアニマル惑星（プラネット）』作詞･音楽プロデュース（2008年 脚本･演出：鴻上尚史 原作：藤子･F･不二雄 出演：坂本真、すほうれいこ、脇知弘、小林顕作、板垣桃子 etc.）
- 2008年 劇団☆新感線RX『五右衛門ロック』作詞（作：中島かずき、演出：いのうえひでのり 音楽：岡崎司 出演：古田新太、松雪泰子、森山未來、江口洋介、川平慈英、濱田マリ、橋本じゅん、高田聖子、粟根まこと、北大路欣也 etc.）
- 2009年 ブロードウェイ･ミュージカル『ドロウジー・シャペロン』訳詞（作詞＆作曲：リサ･ランバート＆グレッグ･モリソン 脚本：ボブ･マーティン＆ドン･マッケラー、演出：宮本亜門 出演：藤原紀香、木の実ナナ、川平慈英、なだぎ武、小松政夫、尾藤イサオ、中村メイコ、小堺一機 etc.）
- 2009年 ブロードウェイ･ミュージカル『回転木馬』訳詞（作曲：リチャード･ロジャース 脚本：オスカー･ハマースタイン二世、演出：ロバート･マックイーン 翻訳：常田景子 出演：笹本玲奈、浦井健治、坂元健児、はいだしょうこ etc.）
- 2009年 劇団☆新感線いのうえ歌舞伎『蛮幽鬼』テーマ曲作詞（作：中島かずき 演出：いのうえひでのり 出演：上川隆也、稲森いずみ、早乙女太一、橋本じゅん、高田聖子、粟根まこと、山内圭哉、山本亨、千葉哲也 etc.）
- 2010年 劇団☆新感線RX『薔薇とサムライ』作詞（作：中島かずき、演出：いのうえひでのり 音楽：岡崎司 出演：天海祐希、古田新太、浦井健治、山本太郎、神田沙也加、橋本じゅん、高田聖子、粟根まこと、藤木孝 etc.）
- 2010年 ミュージカル『黒執事～千の魂と堕ちた死神』作詞（原作：柩やな 脚本：岡田麿里 演出：福山桜子 音楽：岩崎琢 出演：松下優也、西井幸人、岩﨑大、佐伯太輔、松本慎也、植原卓也 etc.）
- 2010年 ブロードウェイ･ミュージカル『CHICAGO』（再演）訳詞（初演版演出･振付：ボブ･フォッシー）
- 2011年 ミュージカル『GOLD』訳詞（作曲：フランク･ワイルドホーン 脚本：ナン･ナイトン、上演台本・演出：白井晃 出演：新妻聖子、石丸幹二、伊礼彼方、根岸季衣、西岡徳馬 etc.）
- 2012年 ロック☆オペラ『サイケデリック･ペイン』作・音楽プロデュース（音楽：布袋寅泰、演出：いのうでひでのり、出演：福士誠治、北乃きい、綾野剛、片瀬那奈、内田朝陽、前川紘毅、松田翔、内田慈、右近健一、菅原永二、橋本じゅん etc.）
- 2012年 ブロードウェイ･ミュージカル『THE WIZ～オズの魔法使い』訳詞（脚本：ウィリアム･F･ブラウン 作詞作曲：チャーリー･スモールズ 翻訳演出：宮本亜門 音楽：Nao’ymt 振付：仲宗根梨乃 美術：増田セバスチャン 出演：増田有華、ISSA、良知真次、エハラマサヒロ、森公美子、陣内孝則 etc.）
- 2012年 劇団☆新感線RX『ZIPANG PUNK～五右衛門ロックⅢ』作詞（作：中島かずき、演出：いのうえひでのり 音楽：岡崎司 出演：古田新太、三浦春馬、蒼井優、浦井健治、高橋由美子、橋本じゅん、高田聖子、粟根まこと、村井國夫、麿赤児 etc.）
- 2013年 オリジナルミュージカル『黒執事～千の魂と堕ちた死神』（再演）作詞（原作：柩やな、脚本：岡田麿里、演出：福山桜子 出演：松下優也、田中偉登、良知真次、植原卓也 etc.）
- 2013年 オリジナルミュージカル 『SONG WRITERS（ソング・ライターズ）』作・作詞・音楽プロデュース（演出：岸谷五朗 音楽：さかいゆう、杉本雄治、KO-ICHIRO、福田裕彦、中川晃教 出演：屋良朝幸、中川晃教、島袋寛子、武田真治、泉見洋平、藤林美紗、コング桑田、植原卓也、平野良 etc.）
- 2013年 韓国ミュージカル『シャーロックホームズ～アンダーソン家の秘密～』訳詞（演出：板垣恭一、出演：橋本さとし、一路真輝、浦井健治、昆夏美 etc.）
- 2014年 ブロードウェイ･ミュージカル『CHICAGO』宝塚歌劇100周年記念OGバージョン 訳詞
- 2014年 ブロードウェイミュージカル『アダムス・ファミリー』訳詞（台本：マーシャル・ブリックマン＆リック・エリス 演出：白井晃 出演：橋本さとし、真琴つばさ、昆夏美 etc.）
- 2014年 劇団☆新感線2014年春興行『いのうえ歌舞伎蒼の乱』作詞（作：中島かずき 演出：いのうえひでのり 出演：天海祐希、松山ケンイチ、早乙女太一、平幹二朗 etc.
- 2014年 ブロードウェイ･ミュージカル『THE WIZ～オズの魔法使い』（再演）訳詞（脚本：ウィリアム･F･ブラウン、翻訳演出：宮本亜門 出演：梅田彩香、田野優花 etc.）
- 2015年 ロック☆オペラ『サイケデリック・ペイン』（再演）作・音楽プロデュース（演出：茅野イサム 出演：小越勇輝、桜田通、玉置成実、山岸門人、藤木孝 etc.）
- 2015年 韓国ミュージカル『シャーロック ホームズ2 ～ブラッディ・ゲーム』訳詞（演出：板垣恭一 出演：橋本さとし、一路真輝、秋元才加、小西遼生、良知真次、別所哲也 etc.）
- 2015年 劇団☆新感線35周年 オールスターチャンピオンまつり『五右衛門 vs 轟天』作詞（作：中島かずき 演出：いのうえひでのり 出演：古田新太、橋本じゅん、松雪泰子、池田成志、賀来賢人 etc.）
- 2015年 オリジナルミュージカル 『SONG WRITERS（ソング・ライターズ）』（再演）作・作詞・音楽プロデュース（演出：岸谷五朗 音楽：さかいゆう、杉本雄治、KO-ICHIRO、福田裕彦、中川晃教 出演：屋良朝幸、中川晃教、島袋寛子、武田真治、泉見洋平、藤林美紗、コング桑田、植原卓也、平野良 etc.）
- 2016年 ブロードウェイ･ミュージカル『キンキーブーツ』訳詞（脚本：ハーヴェイ・ファイアスタイン 演出：ジェリー・ミッチェル 出演：三浦春馬、小池徹平 etc.）
- 2016年 韓国ミュージカル『ヴィンセント・ヴァン・ゴッホ』訳詞（作：チェ・ユソン 上演台本・演出：河原雅彦 出演：橋本さとし、岸祐司二、泉見洋平、入野自由、野島直人、上山竜治）
- 2016年 ブロードウェイ･ミュージカル『マーダー・バラッド』上演台本・訳詞（演出：上村聡史 出演：中川晃教、橋本さとし、濱田めぐみ、平野綾）
- 2017年 朗読パフォーマンス『扉のかたちをした闇』詩＆出演 （詩＆出演：江國香織 演出：小林香 音楽：園田涼 出演：神木隆之介、加藤貴子）
- 2017年 舞台版ドラえもん『のび太とアニマル惑星（プラネット）』（再演）作詞･音楽プロデュース（脚本･演出：鴻上尚史 出演：小越勇輝、樋口日奈、皇希、陣内将 etc.）
- 2017年 韓国ミュージカル『フランケンシュタイン』訳詞（脚本：ワン・ヨンボム、潤色／演出：板垣恭一 出演：中川晃教、加藤和樹、小西遼生、柿澤勇人、音月桂、鈴木壮麻、相島一之、濱田めぐみ etc.）
- 2017年 ミュージカル『アダムス・ファミリー』（再演）訳詞（台本：マーシャル・ブリックマン＆リック・エリス、演出：白井晃）
- 2017年 劇団☆新感線『髑髏城の七人 Season鳥』作詞（作：中島かずき 演出：いのうえひでのり 音楽：岡崎司 出演：阿部サダヲ、松雪泰子、森山未来、早乙女太一、池田成志 etc.）
- 2017年 劇団☆新感線『髑髏城の七人 Season風』作詞（作：中島かずき 演出：いのうえひでのり 音楽：岡崎司 出演：松山ケンイチ、向井理、田中麗奈、山内圭哉、橋本じゅん、生瀬勝久 etc.）
- 2018年 Japanese Musical『戯伝写楽2018』作詞（作：中島かずき 音楽：立川智也 演出：河原雅彦 出演：橋本さとし、中川翔子、小西遼生、壮一帆、東山義久、栗山航、吉野圭吾、池下重大、山崎樹範、村井國夫 etc.）
- 2018年 ミュージカル『リューン〜風と魔法と滅びの剣〜』作詞（作：篠原久美子、音楽：和田俊輔 演出：ウォーリー木下 主演：藤原丈一郎、大橋和也、ダイアモンド☆ユカイ、花崎香帆、永田崇人、まりゑ、大澄賢也、岸祐二、春風ひとみ etc.）
- 2018年 『ローリングソング』作詞･音楽プロデュース（脚本・演出：鴻上尚史 音楽：河野丈洋 主演：中山優馬、松岡充、中村雅俊、森田涼花、久野綾希子 etc.）
- 2019年 ブロードウェイミュージカル『キンキーブーツ』（再演）訳詞（脚本：ハーヴェイ・ファイアスタイン、演出：ジェリー・ミッチェル 主演：三浦春馬、小池徹平）
- 2019年 劇団☆新感線39年興行・春公演『偽義経冥界歌』作詞（作:中島かずき 演出:いのうえひでのり 出演:生田斗真、りょう、中山優馬、藤原さくら、粟根まこと、山内圭哉、早乙女友貴、橋本じゅん、三宅弘城、橋本さとし etc.）
- 2019年 ミュージカル『リューン〜風と魔法と滅びの剣〜』（再演）作詞（作：篠原久美子 音楽：和田俊輔 演出：ウォーリー木下 出演：藤原丈一郎、大橋和也、ダイアモンド☆ユカイ、溝口琢矢、浜崎香帆、原田優一、まりゑ、大澄賢也、泉見洋平、春風ひとみ etc.）
- 2019年 ミュージカル『怪人と探偵』作・作詞・楽曲プロデュース（原作:江戸川乱歩 テーマ音楽:東京スカパラダイスオーケストラ 作曲:杉本雄治（WEAVER） 演出:白井晃 出演:中川晃教、加藤和樹、大原櫻子、水田航生 、フランク莉奈、今拓哉、樹里咲穂、有川マコト、山岸門人、中山義紘、石賀和輝、高橋由美子、六角精児）
- 2019年 ミュージカル『ロカビリー☆ジャック』作・作詞・楽曲プロデュース（テーマ音楽:斉藤和義 演出:岸谷五朗 出演:屋良朝幸、海宝直人、昆 夏美、平野 綾、吉野圭吾 etc.）
- 2020年 韓国ミュージカル『フランケンシュタイン』（再演）　訳詞（脚本・歌詞：ワン・ヨンボム、潤色・演出：板垣恭一、音楽監督：島健、出演：中川晃教、柿澤勇人、加藤和樹、小西遼生、音月桂、鈴木壮麻、相馬一之、露崎春女etc.）
- 2020年 劇団☆新感線 いのうえ歌舞伎『偽義経冥界歌』作詞（作:中島かずき、演出:いのうえひでのり、音楽：岡崎司、出演：生田斗真、りょう、中山優馬、藤原さくら、粟根まこと、山内圭哉、早乙女友貴、橋本じゅん、三宅弘城、橋本さとしetc.）
- 2020年 ミュージカル『ボディガード』訳詞（原曲歌：ホイットニー・ヒューストン、脚本：アレクサンダー・ディネラリス、編曲：クリス・イーガン、演出・振付：ジョシュア・ベルガッセ、出演：柚希礼音、新妻聖子、大谷亮平、AKANE LIV、佐賀龍彦、入野自由、水田航生、大山真志、内場勝則etc.）
- 2021年 音楽劇『プラネタリウムのふたご』作詞（原作：いしいしんじ、演出・脚本：ウォーリー木下、音楽：トクマルシューゴ、出演：永田崇人、阿久津仁愛、佐藤アツヒロ、前島亜美、菊池修司、サイクロンZ、田鍋謙一郎、壮一帆、春風ひとみ、大澄賢也、松尾貴史etc.)
- 2021年 劇団☆新感線 41周年春興行『月影花之丞 大逆転』作詞（作：中島かずき、演出：いのうえひでのり、音楽：岡崎司、出演：古田新太、阿部サダヲ、浜中文一、西野七瀬、河野まさと、村木よし子、山本カナコ、中谷さとみ、保坂エマ、村木仁、木野花）
- 2021年 劇団☆新感線 いのうえ歌舞伎『狐晴明九尾狩』作詞（作：中島かずき 演出：いのうえひでのり 音楽：岡崎司 出演：中村倫也、吉岡里帆、浅利陽介、竜星涼、早乙女友貴、千葉哲也、高田聖子、粟根まこと、向井理　etc）
- 2021年 ロック☆オペラ『ザ・パンデモニアム・ロック・ショー』作・作詞・楽曲プロデュース（音楽：亀田誠治、演出：河原雅彦、出演：中山優馬、桜井玲香、水田航生、玉置成実、浜中文一、汐崎アイル、小松利昌、山岸門人、野口薫、大堀こういちetc.）
- 2022年 ミュージカル『ボディガード』（再演）　訳詞（原曲歌：ホイットニー・ヒューストン、脚本：アレクサンダー・ディネラリス、編曲：クリス・イーガン、演出・振付：ジョシュア・ベルガッセ、出演：柚希礼音、新妻聖子、MayJ.、大谷亮平、AKANE LIV、入野自由、猪塚健太、大山真志、内場勝則etc.）
- 2022年 劇団☆新感線 『神州無頼街』作詞 （作・中島かずき、演出：いのうえひでのり、音楽：岡崎司、出演：福士蒼汰、宮野真守、松雪泰子、高嶋政宏、粟根まこと、木村了、清水葉月etc.)
- 2022年 ブロードウェイミュージカル『ジャニス』訳詞（総合プロデューサー：亀田誠治、演出：藤倉梓、出演：アイナ・ジ・エンド、UA、浦嶋りんこ、藤原さくら、長屋晴子（緑黄色社会）、MARU、多和田えみ、菅谷真理恵etc.）
- 2022年 劇団☆新感線RX 『薔薇とサムライ２〜海賊女王の帰還』作詞（作・中島かずき、演出：いのうえひでのり、音楽：岡崎司、出演：古田新太、天海祐希、石田ニコル、神尾楓珠、高田聖子、粟根まこと、森奈みはる、早乙女友貴、西垣匠、生瀬勝久etc.）
- 2022年 ブロードウェイ・ミュージカル『キンキーブーツ』再再演　訳詞（脚本：ハーヴェイ・ファイアスタイン、音楽・作詞：シンディ・ローパー、演出・振付：ジェリー・ミッチェル、日本版演出協力／上演台本：岸谷五朗、出演：小池徹平、城田優、ソニン、玉置成実、勝矢、ひのあらた、飯野めぐみ、多岐川装子、施鐘泰、穴沢裕介、森雄基、風間由次郎、佐久間雄生、遠山裕介、浅川文也、シュート・チェンetc.）
- 2022年 韓国ミュージカル『ルードヴィヒ〜Beethoven The Piano〜』訳詞 （上演台本・演出：河原雅彦、出演：中村倫也、木下晴香、木暮真一郎、高畑遼大／大廣アンナ、福士誠治）
- 2023年  劇団☆新感線 43年興行・秋公演 いのうえ歌舞伎『天號星』作詞 （作・中島かずき、演出：いのうえひでのり、音楽：岡崎司、出演：古田新太、早乙女太一、早乙女友貴、久保史緒里、高田聖子、粟根まこと、山本千尋、池田成志etc.)
- 2023年 韓国ミュージカル『ミア・ファミリア』訳詞（脚本・作詞：イ・ヒジュン、作曲：パク・ヒョンスク、日本版脚本・演出：安倍康律、出演：植原卓也、平間壮一、水田航生）
- 2023年 ミュージカル『チャーリーとチョコレート工場』訳詞（日本版翻訳・演出：ウォーリー木下、振付:YOSHIE／松田尚子、アートディレクション：増田セバスチャン、出演：堂本光一、観月ありさ、森公美子、鈴木ほのか、芋洗坂係長、岸祐二、彩吹真央、小堺一機 etc.）
- 2024年　韓国ミュージカル『SMOKE』訳詞（演出：JUNG HWA CHOO、振付：BYUNG JIN KIM、出演：大山真志、日野真一郎（LE VELVETS）、戸井勝海、石井一彰、山田元、秋沢健太朗、風間由次郎、石川新太、LEI'OH、加藤梨里香、入江加奈子、MARIA-E）
- 2024年  ミュージカル『ボディガード』（2024年再演）　訳詞（原曲歌：ホイットニー・ヒューストン、脚本：アレクサンダー・ディネラリス、編曲：クリス・イーガン、演出・振付：ジョシュア・ベルガッセ、出演：新妻聖子、MayJ.、大谷亮平、AKANE LIV、水田航生、加藤潤一、大久保祥太郎、内場勝則etc.）
- 2024年  劇団☆新感線 44年興行・夏秋公演 いのうえ歌舞伎『バサラオ』作詞 （作・中島かずき、演出：いのうえひでのり、音楽：岡崎司、出演：生田斗真、中村倫也、西野七瀬、粟根まこと、りょう、古田新太 etc.)
- 2024年 オリジナルミュージカル 『SONG WRITERS（ソング・ライターズ）』（再再演）作・作詞・音楽プロデュース（演出：岸谷五朗 音楽：さかいゆう、杉本雄治、KO-ICHIRO、福田裕彦、中川晃教 出演：屋良朝幸、中川晃教、実咲凜音、相葉裕樹、青野紗穂、蒼木陣、東島京、コング桑田、武田真治 etc.）
- 2024年 ミュージカル『OZ』訳詞（脚本・作詞：キム ソルジ、作曲：ムン ソヒョン、演出：パク ジヘ、日本語脚本：西垣 匡基、出演：今野大輝、ソン ユテク、藤岡真威人、中村浩大、波多野翔、声の出演：牧野由依）
- 2024年 ミュージカル『プロデューサーズ』訳詞（脚本：メル・ブルックス、トーマス・ミーハン 音楽・作詞：メル・ブルックス オリジナル演出・振付：スーザン・ストローマン 日本版演出・振付：ジェームス・グレイ 翻訳：徐賀世子 出演：濱田崇裕、神山智洋、王林、新納慎也、神里優希、岸祐二、島田歌穂、友近 etc.）

### 配信ドラマ
- 2020年 『とどけ!愛のうた』（Paravi）  - 作詞

### 社歌
- パナソニックグループソング
  - この夢が未来(作曲：久石譲)
- 名古屋鉄道グループイメージソング
  - しなやかな風(作曲：つのだ☆ひろ)

### 校歌
- 豊田市立衣丘小学校校歌[11]
  - Let's Fly Tomorrow(作曲：松崎好孝)

### その他
- テレビ新潟放送網イメージソング
  - Yes My Song（作曲：小六禮次郎）
    - 1981年 - 1996年使用。サーカス、山本理沙が歌唱。

## 著書
- 『天才的な恋』
- 『絶望を愛した38の症例（サンプル）』
- 『近未来詩集』
- 『歌詞カードに火をつけろ!』
- 『ヒットチャートをぶっとばせ！』
- 『言葉のアーティスト宣言』
- 『天使』
- 『僕の詞が君のハートに届くまで』
- 『恋人を少しワガママにして天使がまた君の心を試している』
- 『扉のかたちをした闇』
- 森雪之丞自選詩集『感情の配線』

## 出演

### テレビ
- 君こそスターだ （1978年-1980年3月、フジテレビ）− 審査員
- 三宅裕司のいかすバンド天国（1990年4月 - 12月、TBS） - 審査員
- たほいや（1993年4月 - 9月 、フジテレビ）

### ラジオ
- Poetry Cafe (1996年-1997年、J−WAVE)
- 森雪之丞原色大百科講座（2016年7月 - 、ソニー・ミュージックダイレクト） ※ インターネットラジオ [12]